# Uvaroviella aptera
Uvaroviella aptera är en insektsart som först beskrevs av Lucien Chopard 1912.  Uvaroviella aptera ingår i släktet Uvaroviella och familjen syrsor. Inga underarter finns listade i Catalogue of Life.